# Змееголовы
Змееголовы (лат. Channa) — род пресноводных лучепёрых рыб из семейства змееголовых (Channidae). Общая длина тела от примерно 14 см (C. bleheri) до 183 см (C. marulius). Встречаются в южной, юго-восточной, восточной и центральной Азии, некоторые виды интродуцированы в Северной Америке. 

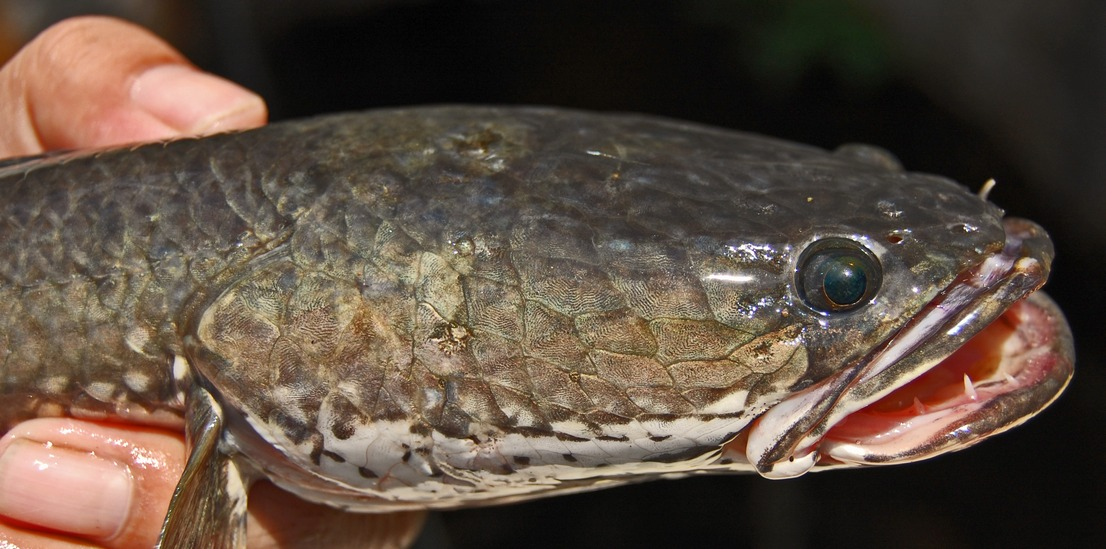
Голова Полосатый змееголов|полосатого змееголова (Channa striata)

## Виды
В роде змееголовов 36 видов: 
- Channa amphibeus
- Channa argus — Обыкновенный змееголов[3]
  - Channa argus argus
  - Channa argus warpachowskii
- Channa asiatica — Азиатский змееголов[3]
- Channa aurantimaculata
- Channa bankanensis
- Channa baramensis
- Channa barca
- Channa bleheri
- Channa burmanica
- Channa cyanospilos
- Channa diplogramma
- Channa gachua
- Channa harcourtbutleri
- Channa lucius
- Channa maculata
- Channa marulioides
- Channa marulius
- Channa melanoptera
- Channa melanostigma
- Channa melasoma
- Channa micropeltes — Коричневый змееголов[3]
- Channa nox
- Channa orientalis
- Channa ornatipinnis
- Channa panaw
- Channa pleurophthalma
- Channa pulchra
- Channa punctata
- Channa stewartii
- Channa striata — Полосатый змееголов[3]

## Фото

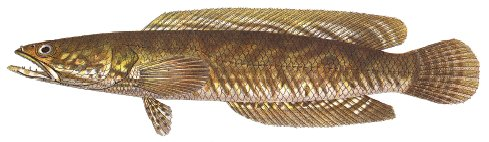
Полосатый змееголов (Channa striata)
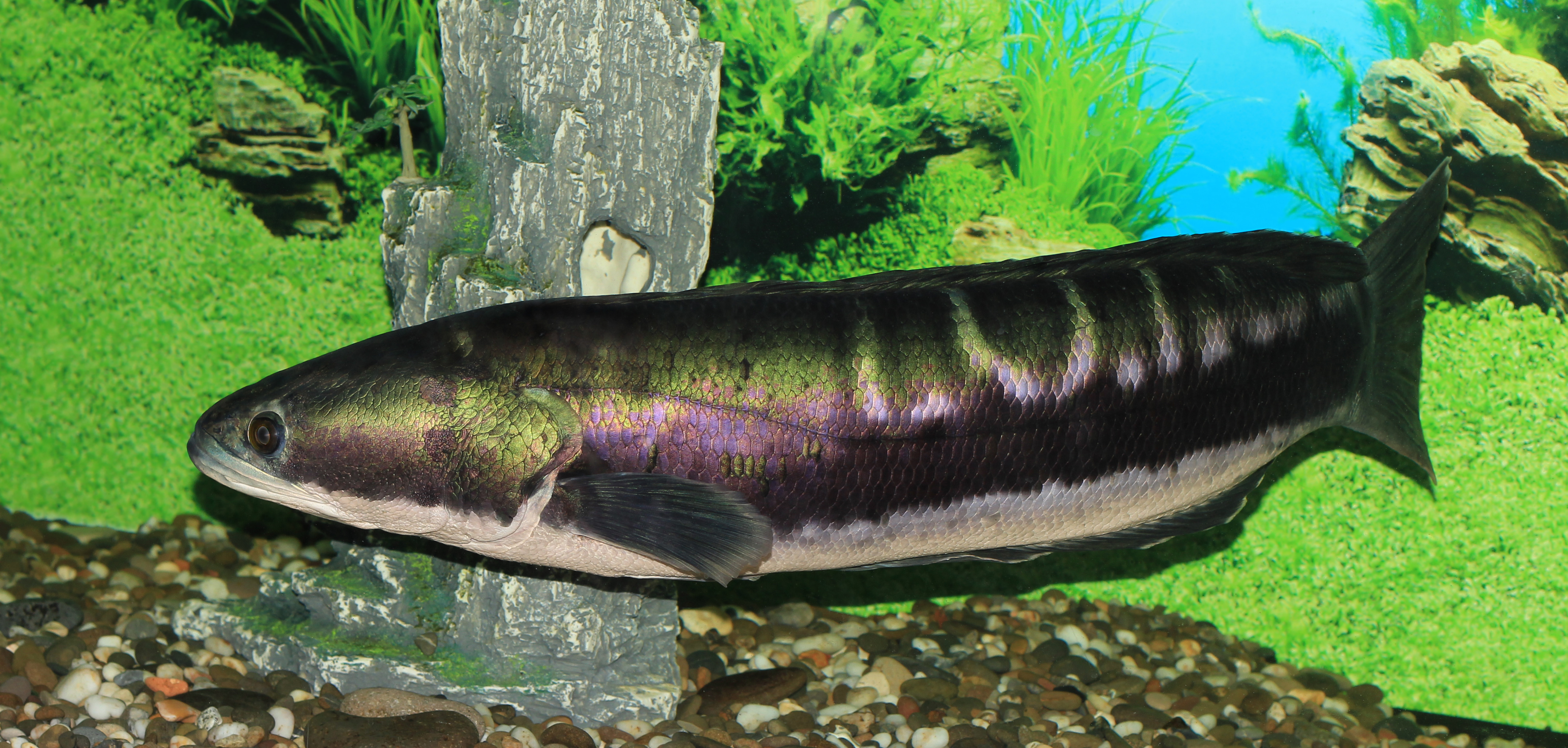
Коричневый змееголов (Channa micropeltes)
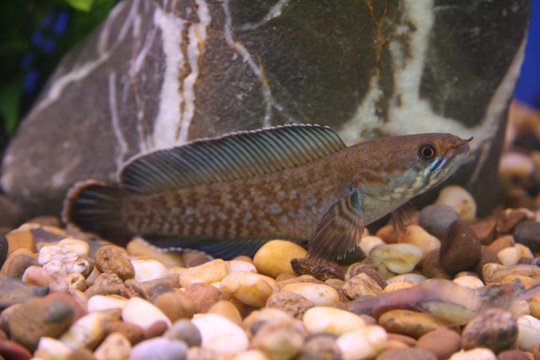
Channa sp.
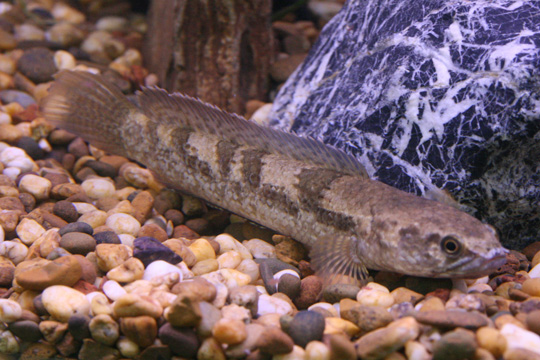
Channa sp.
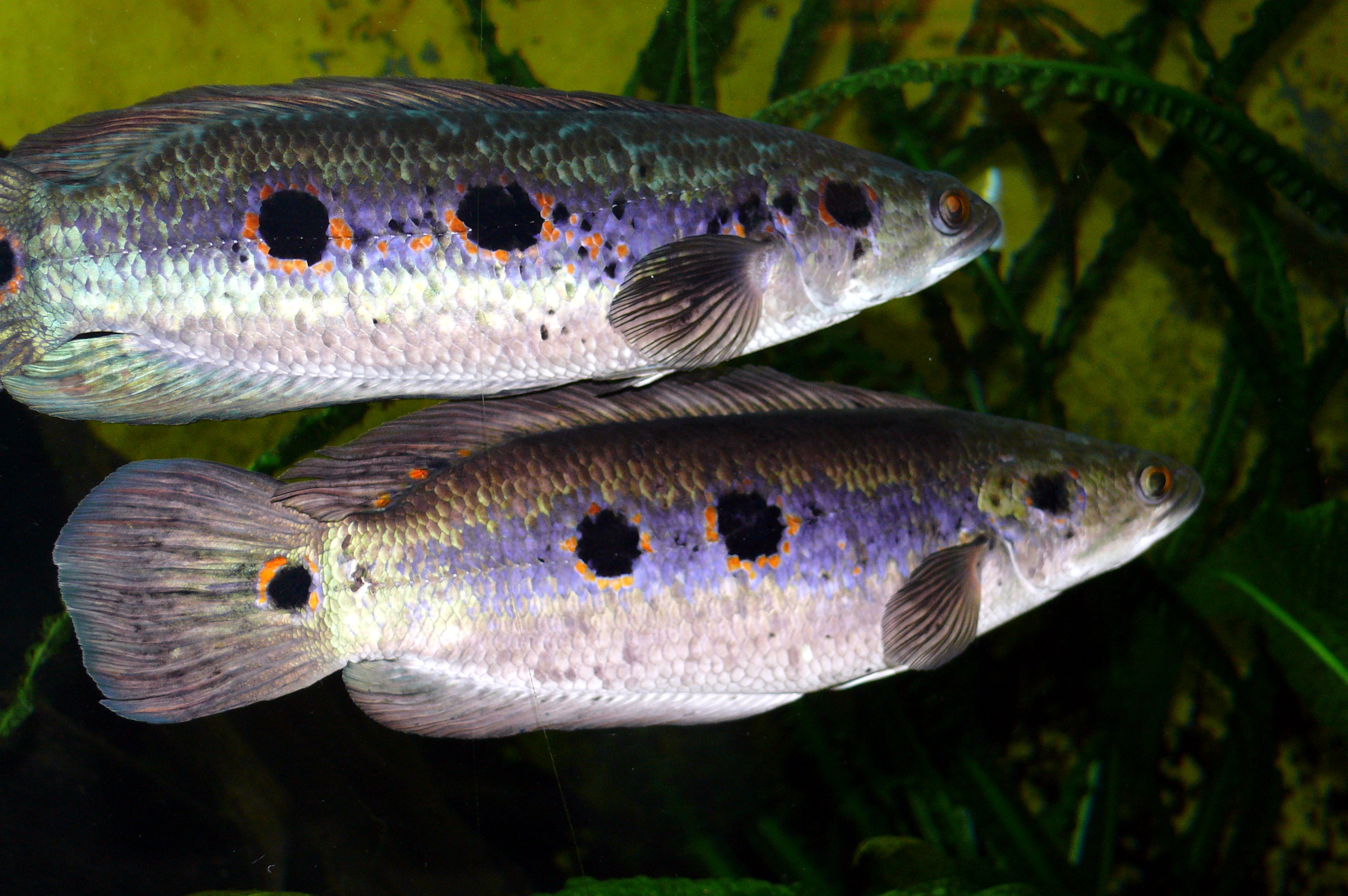
Channa pleurophthalma